# Tecalitlán
Tecalitlán är en ort i Mexiko.   Den ligger i kommunen Tecalitlán och delstaten Jalisco, i den södra delen av landet, 400 km väster om huvudstaden Mexico City. Tecalitlán ligger 1 132 meter över havet och antalet invånare är 13 500.
Terrängen runt Tecalitlán är huvudsakligen kuperad, men den allra närmaste omgivningen är platt. Tecalitlán ligger nere i en dal. Runt Tecalitlán är det ganska glesbefolkat, med 24 invånare per kvadratkilometer. Närmaste större samhälle är Tuxpan, 11,7 km nordväst om Tecalitlán. I omgivningarna runt Tecalitlán växer huvudsakligen savannskog.